# Fort Benning
Fort Benning is een legerbasis van de infanterie van het Amerikaanse leger nabij Columbus, Georgia. Fort Benning huisvest meer dan 120 000 actieve militairen, hun familieleden, leden van het reservekorps en niet-militair personeel. Tijdens de Tweede Wereldoorlog besloeg de basis een oppervlakte van ca. 797,87 km². In Fort Benning zijn ook een aantal opleidingscentra gevestigd voor onder meer de pantsertroepen en de infanterie. Fort Benning is eveneens de thuisbasis van sommige onderdelen van het beroemde 75th Ranger Regiment.
De basis werd in 1918 opgericht als Camp Benning voor de basistraining van de infanterie. In 1922 kreeg de basis de naam Fort Benning. De basis werd genoemd naar Henry Lewis Benning, generaal bij de Geconfedereerde Staten van Amerika tijdens de Amerikaanse Burgeroorlog. Op 11 mei 2023 werd de basis de naam Fort Moore, vernoemd naar Amerikaans luitenant-generaal Hal Moore en zijn vrouw Julia Compton Moore.
Op 3 maart 2025 werd de basis terug vernoemd naar Fort Benning.
Ook Nederlandse militairen worden sinds de Tweede Wereldoorlog opgeleid in Fort Benning.
- Gemeinsame Normdatei: 4492066-0
- Library of Congress Control Number: n81109250
- MusicBrainz: 44548724-d1af-4a94-82ae-078bc25383d4
- National Archives and Records Administration: 10040382
- Nationale Bibliotheek van Israël: 987007555166505171
- Virtual International Authority File: 139062115